# Kobylnice
Kobylnice é uma aldeia e município (obec) no distrito de Brno-Venkov, na região da Morávia do Sul da República Checa. Este município cobre uma área de 5,09 km, e tem uma população de 892 (2006). Kobylnice fica a cerca de 12 km a sudeste de Brno e 198 km a sudeste de Praga.